# گلوریا گوئیدا

گلوریا گوئیدا (راست) در کنار لی‌لی کاراتی در صحنه‌ای از فیلم بیست‌ساله بودن (۱۹۷۸)

گلوریا گوئیدا (ایتالیایی: Gloria Guida؛ ‏ تلفظ ایتالیایی: [ˈɡlɔrja ˈɡwida]؛ زادهٔ ۱۹ نوامبر ۱۹۵۲) بازیگر، مدل و خواننده اهل ایتالیا است. وی از سال ۱۹۷۴ میلادی تاکنون مشغول فعالیت بوده‌است و دلیل شهرتش بازی در فیلم‌های سبک کمدی سکسی سبک ایتالیایی به ویژه مجموعه‌فیلم‌های دختر دبیرستانی است که مشتمل بر پنج فیلم است که در چهارتای آن گلوریا گوئیدا نقش‌آفرینی نموده‌است. او همچنین در فیلم‌های درام اِروتیک داستان بلوغ در میانهٔ دهه ۱۹۷۰ بازی می‌کرد.

## زندگی و حرفه هنری

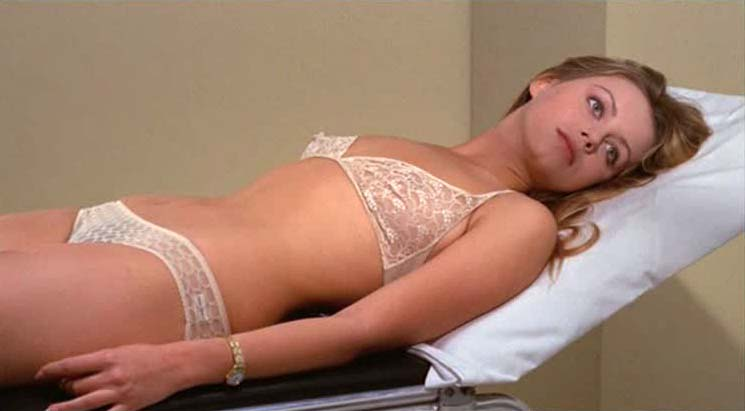
عکسی از گلوریا گوئیدا در فیلم زیر سن قانونی به کارگردانی سیلویا آمادیو، ۱۹۷۴

گلوریا گویدا در مرانو ایتالیا در خانواده‌ای اهل امیلیا-رومانیا به دنیا آمد. او در کودکی به همراه خانواده به بولونیا نقل‌مکان کرد. وی ابتدا حرفهٔ خوانندگی را برگزید و از کلوپ رقص پدرش در ساحل رومانیا فعالیت هنری‌اش را آغاز کرد. سپس به مدلینگ روی آورد و در سال ۱۹۷۴ دختر نوجوان شایسته ایتالیا شد.
گوئیدا متعاقباً به سینما و بازی در فیلم‌های کمدی‌های سکسی روی آورد. دو فیلم اولیه او، دختر کوچولو (در کشورهای انگلیسی‌زبان: مونیکا) و زیر سن قانونی که هر دو در تابستان ۱۹۷۴ فیلم‌برداری شدند، داستان شخصیت‌های زن جوانی هستند که تمایلات جنسی خود را کشف می‌کنند. او در سال ۱۹۷۵ با دختر دبیرستانی به موفقیت واقعی خود دست یافت. یکی دیگر از فیلم‌های موفق او بیست‌ساله بودن در سال ۱۹۷۸ بود که در آن با لی‌لی کاراتی همبازی بود.
گوئیدا خود را یک کاتولیک رومی می‌داند.

## گزیدهٔ نقش‌آفرینی‌ها
- سکس و لذت (۱۹۸۲)
- انجیرتیغی (۱۹۸۱)
- ارواح شهوت‌زده (۱۹۸۱)
- خانم صاحبخانه (۱۹۷۹)
- دختر دبیرستانی، شیطان و آب مقدس (۱۹۷۹)
- چگونه معلم‌تان را از راه بدر کنید (۱۹۷۹)
- پرستار شب (۱۹۷۹)
- بیست‌ساله بودن (۱۹۷۸)
- جنایت بی‌نقص (۱۹۷۸)
- کلافه و ملول از محبت خانواده (۱۹۷۸)
- مثلث برمودا (۱۹۷۸)
- دختر دبیرستانی در کلاس رفوزه‌ها (۱۹۷۸)
- مرد لاتینو… تحت تعقیب (۱۹۷۷)
- پزشک… دانشجو (۱۹۷۶)
- رسوایی در خانواده (۱۹۷۶)
- بهترین خدمتکار مقیم خانه (۱۹۷۶)
- شیار هلو (۱۹۷۶)
- دختر دبیرستانی (۱۹۷۵)
- شلوار آبی (۱۹۷۵)
- گناهان جوانی (۱۹۷۵)
- آن سن شیطنت و هوسبازی (۱۹۷۵)
- گربه مامان (۱۹۷۵)
- تازه‌کار (۱۹۷۵)
- زیر سن قانونی (۱۹۷۴)
- مونیکا (۱۹۷۴)